# Аджмер
Аджме́р (англ. Ajmer, хинди अजमेर, [ədʒmeːr], урду اجمیر‎) — город в центральной части индийского штата Раджастхан, административный центр округа Аджмер. Также известен под названием Ажамеру.

## История
Город дал название району, и провинции Британской Индии, называвшейся Аджмер-Мервара, которая, после провозглашения Индией независимости, была преобразована в штат Аджмер. 1 ноября 1956 года этот штат был включён в состав штата Раджастхан.

## География и климат
Аджмер находится в 135 км к западу от Джайпура, 274 км к северо-востоку от Удайпура, 439 км к востоку от Джайсалмера и 391 км к юго-западу от Дели, на высоте 471 м над уровнем моря. Город расположен на холме Тарагарх в районе горного хребта Аравали и защищён от пустыни Тар горным массивом Нагпатхар. На севере города расположено большое искусственное озеро Анасагар.
Климат Аджмера — засушливый; годовая норма осадков составляет около 606 мм. Почти все эти осадки выпадают в сезон муссонов, с июня по сентябрь. Наиболее жаркие месяцы — с апреля по начало июля, со средними дневными температурами около 30 °C. Зимние месяцы, с ноября по февраль, отличаются довольно мягким климат, со средними температурами 15-18 °C.
| Показатель                    | Янв. | Фев. | Март | Апр. | Май  | Июнь | Июль  | Авг.  | Сен. | Окт. | Нояб. | Дек. | Год   |
| ----------------------------- | ---- | ---- | ---- | ---- | ---- | ---- | ----- | ----- | ---- | ---- | ----- | ---- | ----- |
| Средний суточный максимум, °C | 22,9 | 25,7 | 31,3 | 36,5 | 39,7 | 38,4 | 33,6  | 31,3  | 32,6 | 33,5 | 29,2  | 24,7 | 31,6  |
| Средняя температура, °C       | 15,3 | 18,0 | 23,6 | 29,4 | 33,2 | 33,0 | 29,6  | 27,8  | 28,2 | 26,1 | 20,8  | 16,5 | 25,1  |
| Средний суточный минимум, °C  | 7,6  | 10,3 | 16,0 | 22,2 | 26,8 | 27,5 | 25,6  | 24,4  | 23,7 | 18,8 | 12,3  | 8,4  | 18,6  |
| Норма осадков, мм             | 7,3  | 6,0  | 5,0  | 4,0  | 15,7 | 58,1 | 181,5 | 157,5 | 73,0 | 13,1 | 4,0   | 3,8  | 529,0 |
| Источник:                     |      |      |      |      |      |      |       |       |      |      |       |      |       |

## Экономика и транспорт
В городе расположены фабрики по производству шерстяных изделий, мыла, обуви, трикотажа, а также фармацевтическая фабрика. Расположенный в 18 милях к северо-западу от Аджмера город Кишангарх — один из крупнейших в Индии центров добычи и переработки мрамора.
Важный железнодорожный узел. Соединён с соседними крупными городами хорошими автомобильными дорогами. Ближайший аэропорт находится в Джайпуре; предполагается строительство в Аджмере своего аэропорта.

## Население
Население города по данным на 2011 год составляет 551 360 человек.
| 1991    | 2001    | 2012    |
| ------- | ------- | ------- |
| 402 702 | 485 575 | 561 423 |

Источник:

## Известные уроженцы и жители
- Дипика Джоши-Шах (1976—2012) — индийская актриса и певица.

## Галерея
- Mayo College
- Вид на город
- Джайнский храм Сониджи Ки Насиян